# Rione Ferrovieri (Messina)
Il rione Ferrovieri è un quartiere della  III circoscrizione del comune di Messina, posto nella zona Sud della città, a valle della via Giuseppe La Farina, tra il deposito dell'ATM (via Vittorio Veneto) e via San Cosimo.

## Toponimo
Il suo nome deriva dalla circostanza che in origine i suoi abitanti erano le famiglie dei dipendenti delle Ferrovie dello Stato.

## Storia
Fino al terremoto del 1908 era una zona agricola. Come la zona del rione  Cannamele, le coltivazioni principali erano quelle della canna da zucchero e degli ortaggi. Con la ricostruzione della città e la sua espansione verso sud, negli anni '20 del XX secolo, le Ferrovie dello Stato per dare una casa a quei dipendenti danneggiati dal sisma, costruì in quel sito le abitazioni ed alcuni uffici.

## Edifici pubblici
- Deposito ATM (autobus e tram)

## Luoghi di culto
Chiesa parrocchiale dedicata ai santi Pietro e Paolo